# Јонас Енрот
Јонас Ерик Енрот (швед. Jhonas Erik Enroth; Стокхолм, 25. јун 1988) професионални је шведски хокејаш на леду који игра на позицији голмана.
Професионалну каријеру започео је у дресу Седертељеа у шведској другој лиги у сезони 2006/07, а исте године учествовао је и на улазном драфту НХЛ лиге где га је као 46. пика у трећој рунди одабрала екипа Буфало сејберса. Након још једне сезоне у Седертељеу током које је проглашен за најуспешнијег голмана СХЛ лиге по проценту успешних одбрана, Енрот у мају 2008. одлази у Сједињене Државе где потписује трогодишњи уговор са екипом Сејберса. Након што је целу сезону 2008/09. провео као играч Портланд пајратса, АХЛ филијале Сејберса, у наредне три сезоне играо је паралелно за оба тима. Прву НХЛ утакмицу са шутаут учинком (без примљеног гола) одиграо је 30. марта 2011. против Њујорк ренџерса, одбранивши при том сва 23 ударца противника.
Иако је крајем фебруара 2014. постављен на место првог голмана Сејберса, већ годину дана касније трејдован је у укипу Далас старса.
Играо је за све млађе репрезентативне селекције Шведске, а на сениорском светском првенству 2013. које су заједно организовали Шведска и Финска освојио је златну медаљу и титулу светског првака. Проглашен је и за најбољег голмана тог првенства, а уврштен је и у идеалну поставу шампионата. На Зимским олимпијским играма 2014. у Сочију освојио је сребрну медаљу.
Његов старији брат Томи је бивши хокејаш, док је млађи брат Матијас такође активни хокејаш.